# パオロ・ルフィニ (小惑星)
パオロ・ルフィニ (8524 Paoloruffini) は小惑星帯に位置する小惑星。ベルギーの天文学者エリック・ヴァルター・エルストがチリのヨーロッパ南天天文台で発見した。
イタリアの数学者、哲学者のパオロ・ルフィニに因んで命名された。